# Lydia Williams
Lydia Grace Yilkari Williams, född 13 maj 1988 i Katanning Shire, är en australisk fotbollsspelare (målvakt) som spelar för Arsenal. Hon har tidigare bland annat spelat för Piteå IF Dam och Canberra United FC.
Williams har spelat för Australiens landslag sedan 2005. Med landslaget har hon bland annat spelat VM 2007,  VM 2011 och Asiatiska mästerskapen 2010. 